# Agustín Laje
Agustín Laje Arrigoni (Córdoba, 16 de enero de 1989) es un escritor, conferencista, y politólogo argentino de extrema derecha. Es fundador y presidente de la Fundación Libre, un think tank de ideología conservadora. Laje ha promovido puntos de vista homofóbicos. Es opositor de la eutanasia, del matrimonio igualitario, de la adopción homoparental, y del aborto incluso en casos de violación. Es uno de los principales promotores latinoamericanos de una batalla cultural contra el progresismo al que Laje llama «marxismo cultural».

## Biografía

### Inicios y estudios
Agustín Laje Arrigoni  nació el 16 de enero de 1989 en Córdoba, Argentina.  Hijo de un abogado  y de una empleada municipal,  Laje pertenece a una familia conservadora de Córdoba. A los 15 años conoció al abogado conservador Nicolás Márquez oriundo de Mar del Plata y autor de libros quien lo orientó en sus primeros pasos en la militancia de derecha.  Cursó estudios secundarios en el colegio Italia. En la escuela secundaria confrontó con sus profesores acerca  de la interpretación de fechas sensibles para los argentinos como el aniversario del golpe de estado de marzo de 1976.  Laje Arrigoni denunciaba un supuesto adoctrinamiento escolar en relación a los derechos humanos. El 24 de marzo del 2005  acudió a la escuela con los rostros de la víctimas de la organización Montoneros en exigencia de una memoria completa.  A los 15 años Laje Arrigoni conoció a otra referente de la derecha militar, Cecilia Pando, en un acto en memoria de las víctimas del terrorismo.   Sus primeros escritos sobre política fueron en el año 2006, publicando en la sección «Carta de lectores» del diario La Nación; posteriormente redactó columnas en el diario La Nueva Provincia, y tuvo participaciones en otros medios de prensa como La Prensa, Infobae, La Voz del Interior, Perfil y la revista Forbes. En 2018 Agustín Laje Arrigoni fue entrevistado telefónicamente por primera vez en un medio nacional por el periodista Eduardo Feinmann de la señal TV A24. 
Comenzó la carrera de ingeniería en sistemas en el Instituto Universitario Aeronáutico. Mientras estudiaba esa carrera, publicó su primera obra, Los mitos setentistas: Mentiras fundamentales sobre la década del 70. Este libro le permitió obtener una beca para estudiar contraterrorismo en el Centro William J. Perry de la National Defense University, en Washington D. C., una institución del Departamento de Defensa de los Estados Unidos

Cuando regresó a Argentina en 2011, abandonó la carrera de ingeniería y comenzó a estudiar la carrera de Ciencia Política en la Universidad Católica de Córdoba.  En 2020, se tituló como magíster en filosofía por la Universidad de Navarra.
Laje Arrigoni suele dar conferencias en la mayor parte de los países de habla hispana en divulgación de sus ideas políticas.

### Trayectoria
En 2013, junto al escritor Nicolás Márquez, publicó Cuando el relato es una farsa: la respuesta al relato kirchnerista, donde critica la postura del kirchnerismo sobre la última dictadura de Argentina. El libro fue rechazado por organismos de derechos humanos locales y organizaciones de apoyo a los juicios por delitos de lesa humanidad, los que lo repudiaron y lograron cancelar su presentación en Bahía Blanca.

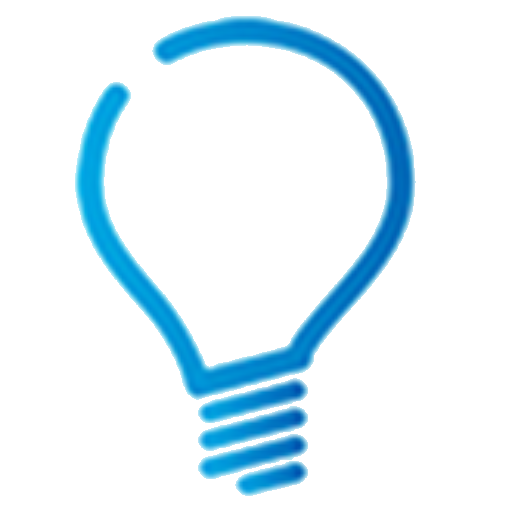
Logo de la Fundación Libre.

En 2016, también junto a Márquez, publicaron en la Unión Editorial El libro negro de la nueva izquierda: Ideología de género o subversión cultural. En él critican el feminismo de tercera ola y la «ideología de género», elementos que consideran herramientas del marxismo cultural. Una de las polémicas que generó este libro se originó al afirmar que una corriente feminista estaba apoyando al movimiento activista pedófilo. Por este motivo la actriz y conductora Malena Pichot lo entrevistó en un programa radial, generando un debate que se hizo viral en las redes sociales. También participó junto a Márquez en un debate con la locutora Patricia del Río, en la emisora radial peruana RPP.

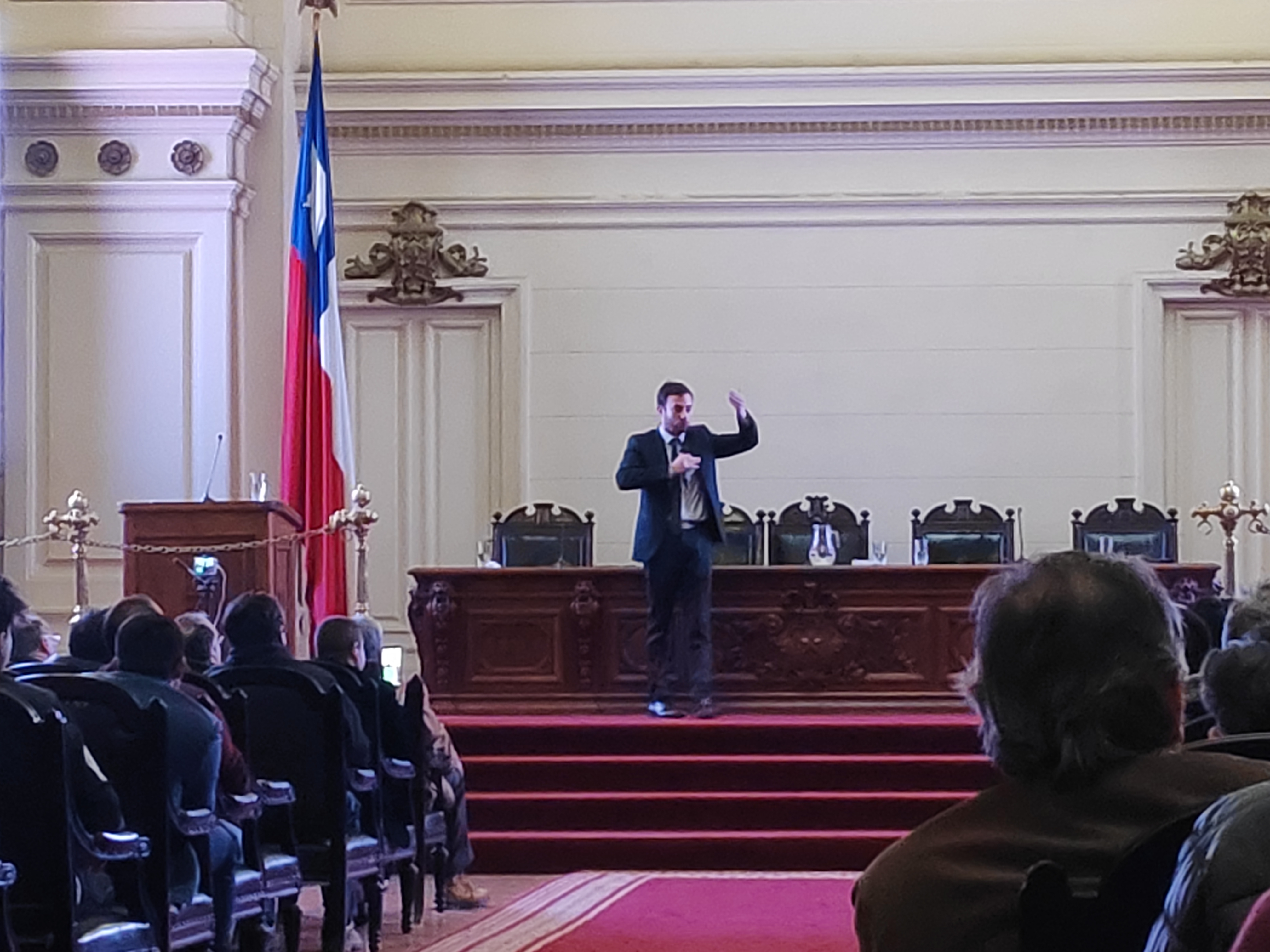
Agustín Laje en Chile en 2019.

En 2018, la presentación del libro en el marco de la 44.ª edición de la Feria del Libro provocó el rechazo de organismos de derechos humanos, organizaciones sociales y políticas, que se expresaron mediante «cantos y consignas referidas al negacionismo, el odio y la discriminación que promueven estos autores».
En marzo del 2025 Agustín Laje Arrigoni grabó un video acerca del golpe de estado del 24 de marzo de 1976  que fue producido y difundido oficialmente por el gobierno argentino. En dicho video Laje Arrigoni ofrecía una lectura alternativa del hecho y resaltó la violencia de las organizaciones guerrilleras en reclamo de una memoria completa. El video generó una fuerte polémica y amplios rechazos por una parte de la sociedad argentina.
En mayo del 2025 Agustín Laje Arrigoni viajó  junto al secretario de culto Nahuel Sotelo a la ciudad de Budapest en representación del presidente Javier Gerardo Milei. Asistió a la CPAC y realizó un discurso contra lo que denomina como "wokismo".  Elogió al presidente libertario argentino  Milei y lo llamó " faro de Occidente" y " azote del wokismo", además de resaltar su política anti-feminista.   Laje Arrigoni se refirió a la supuesta decadencia de Europa.  Levantó la consigna de " Dios, Patria y  Familia".  Reivindicó además el discurso de Milei en Davos en enero del 2025. El encuentro reunió a exponentes de  la extrema derecha del mundo, entre ellos el primer ministro   Víctor Orbán de Hungría ,  Santiago Abascal de Vox en España y  Alice  Weidel de Alternativa para Alemania ( AfD).  El presidente estadounidense Donald Trump no asistió pero envió un mensaje grabado de adhesión al encuentro.

### Episodios controvertidos
En agosto de 2018, en una conferencia junto con Nicolás Márquez en un colegio secundario de la provincia de Neuquén, tuvieron una confrontación con los estudiantes debido a que hicieron declaraciones consideradas como homofóbicas y discriminatorias. Márquez en respuesta dijo: «La homofobia es una construcción idiomática de carácter peyorativo para desacreditar a todo aquel que opine que un hombre vestido de mujer no es una mujer». Estos dichos fueron objetivo de una declaración de repudio por parte de diputados nacionales, que tildaron a la charla como discriminatoria y ofensiva con la comunidad LGBTIQ.
El 13 de junio de 2019, Laje y Márquez iban a dar una conferencia llamada El peligro de los falsos derechos: Deconstruyendo el feminismo y la ideología de género en la Universidad La Salle (Ciudad de México). Dicha conferencia fue cancelada luego de que más de ciento treinta alumnos de la universidad firmaran una carta pidiendo su cancelación.
En febrero de 2025 Laje Arrigoni fue mencionado en la caso   de la presunta estafa en el  lanzamiento de la criptomoneda Libra por parte del presidente  Javier Gerardo Milei. Se lo vinculó a los empresarios Novelli y Walsh.  
En junio de 2025 Agustín Laje Arrigoni  generó  críticas por un posteo que realizó afirmando que no se podía convivir con personas de izquierda y que dichas personas no eran ciudadanos sino enemigos.  Fue entrevistado por el periodista Ari Lijalad y  Agustín Laje rectificó  sus términos.  

## Crítica e ideología
Las ideas de Laje han sido catalogadas como ultraconservadoras, de ultraderecha y antifeministas por diferentes medios de comunicación . Las declaraciones de Laje Arrigoni han sido consideradas como machistas, racistas y LGBTfóbicas en varias oportunidades. Laje se considera a sí mismo de derecha, paleolibertario minarquista y antifeminista. Es activista provida, por ende, está en contra de despenalizar el aborto inducido y la eutanasia. Laje define la «ideología de género» como un conjunto de «[...] ideas anticientíficas que, con fines políticos autoritarios, desarraiga de la sexualidad humana su naturaleza y tiende a explicarla exclusivamente a partir de la cultura. Así, nuestra realidad sexual, como hombres o mujeres, sería una mera construcción social, anulando nuestras determinaciones naturales». Ha expresado su repudio hacia varios pensadores y escritores, entre ellos Judith Butler o Simone de Beauvoir, a quien denomina como «vocera del filicidio». Esto generó varias críticas por parte de diversos grupos de feministas.  Desde su juventud ha cuestionado el supuesto adoctrinamiento escolar  en las escuelas en relación a la política de derechos humanos de Argentina.  Agustín Laje Arrigoni cree que no se puede hablar de terrorismo de Estado y de la dictadura militar sin mencionar a las víctimas de las organizaciones guerrilleras argentinas que operaron en la década de 1970. En su video realizado para el 25 de mayo del 2025 que se difundió desde la presidencia de la nación, cuestionó la cifra de los 30.000 desaparecidos   citando al informe de la Conadep que sólo  recopila menos de 9.000 casos.
Laje ha sostenido debates con otros referentes de la nueva derecha latinoamericana ,como es el caso de la guatemalteca liberal Gloria Álvarez. El mismo fue realizado en 2021 online y giró en torno a la cuestión del aborto. El debate fue  moderado por Javier Gerardo Milei.  Álvarez se considera liberal y aduce que Laje Arrigoni  no es un liberal sino un conservador.  Laje Arrigoni también ha sido catalogado como populista de derecha por otros liberales por realizar una separación  discursiva entre  un grupo propio denominado " nosotros" contra otro grupo  adversario denominado " ellos". De hecho Laje Arrigoni afirma ser admirador de la obra de Ernesto Laclau.  

## Obras
- Laje, Agustin (2011). Los mitos setentistas: mentiras fundamentales sobre la década del 70. Edición de autor. ISBN 9789872664305. OCLC 758549157.
- — (2013). Cuando el relato es una farsa: la respuesta a la mentira kirchnerista. Ediciones Contra Cultural. ISBN 9789872982300. OCLC 931451387. (en coautoría con Nicolás Márquez)
- — (2016). El libro negro de la nueva izquierda: ideología de género o subversión cultural. Grupo Unión; Unión Editorial. ISBN 9789873677533. OCLC 1011110748. (en coautoría con Nicolás Márquez)
- — (2022). La batalla cultural: Reflexiones críticas para una Nueva Derecha. HarperCollins. ISBN 1400235995. OCLC 1260240745.
- — (2023). Generación idiota: Una crítica al adolescentrismo. HarperCollins. ISBN 1400238560. OCLC 1356894484.
- — (2024). Globalismo: Ingeniería social y control total en el siglo XXI. HarperCollins.

## Reconocimientos
- (2016) Joven Sobresaliente de Córdoba[40]
- (2019) Premio HO[41]
- (2021) Diploma «por su destacada labor académica y social en defensa de la vida, la familia y representar a Latinoamérica en la batalla cultural» por el grupo parlamentario del partido peruano Renovación Popular[42]
- (2022) Luego de su participación en el foro «La importancia de la familia en la sociedad actual» la congresista Milagros Jáuregui de Aguayo (Renovación Popular), organizadora del encuentro,[43] y otros miembros de su bancada, le otorgaron una condecoración, presuntamente la Medalla de Honor del Congreso de la República.[44] El jurista Fernán Altuve señaló la ilegitimidad de la distinción concedida, ya que

“Los congresistas de la República no están facultados para conceder diplomas ni medallas a nombre del congreso del Perú. Solo el presidente del congreso puede firmar ese tipo de documentos [...]".

- (2023) La Municipalidad de Lima, con Rafael López Aliaga de alcalde, condecoró a Laje «por su trayectoria y acciones literarias que trascienden positivamente en la sociedad».[46]